# 蒲公英 -たんぽぽ-
「蒲公英 -たんぽぽ-」は、2002年3月21日にビクターエンタテインメントからリリースされた19の9枚目のシングル。

## 解説
19のラストシングル。解散直前にリリースされたシングルで、解散ライブが行われなかったため表題曲で唯一ライブで演奏されなかった。
楽曲はシングルがリリースされる1年位前には完成していた。プロモーション活動は一切行われなかったために売上は前作より大きく減少。ミュージック・ビデオにも出演は無い。
2曲ともベスト・アルバム『19 BEST●春』に別ヴァージョンで収録。アーティスト写真は東京の港区にある有栖川公園にて撮影された。
岩瀬によると、当初『いつもどおりのまま』が表題曲の予定だったが、曰く「政治的な理由」でC/Wになった。

## 収録曲
作詞・作曲：岡平健治(#1)岩瀬敬吾(#2)
1. 蒲公英-たんぽぽ-
2. いつもどおりのまま
3. 蒲公英-たんぽぽ-(Music Track)
4. いつもどおりのまま(Music Track)

## 収録アルバム
- 19 BEST●春 (#1,2 別ヴァージョン)
- 19 〜すべての人へ (#1)